# Daniele Manca (politico)
Daniele Manca (Imola, 16 maggio 1969) è un politico italiano, senatore per il Partito Democratico dal 2018.

## Biografia
Nasce il 16 maggio 1969 ad Imola, in provincia di Bologna, città nella quale vive e si diploma al liceo scientifico.

### Attività politica
Si avvicina molto giovane alla politica, alle elezioni amministrative del 1990 viene eletto consigliere comunale col PCI a Dozza a 21 anni, comune di cui poi ricoprirà l'incarico di sindaco per 10 anni, dal 1994 al 2004, prima col PDS e poi con i DS.
Dal 1998 al 2001 è stato presidente dell’Enoteca regionale dell’Emilia-Romagna, ente al quale la Regione ha affidato il compito di promuovere i propri vini.
Eletto segretario della federazione dei Democratici di Sinistra di Imola, ricopre l'incarico dal 2001 al 2005., è stato consigliere provinciale per i DS a Bologna dal 1999 al 2004.
In occasione delle elezioni regionali in Emilia-Romagna del 2005 è eletto consigliere regionale per la lista Uniti nell'Ulivo (circoscrizione di Bologna); diviene quindi capogruppo dei DS all'Assemblea legislativa dell'Emilia-Romagna, mantenendo tale incarico fino al 2008.

#### Sindaco di Imola (2008 - 2018)
Nel 2008 viene eletto sindaco di Imola, alla guida di una coalizione di centro-sinistra.
Dopo aver sostenuto la mozione di Pier Luigi Bersani alle primarie del coalizione Italia. Bene Comune del 2012, esprimendosi contro quella dell'allora sindaco di Firenze Matteo Renzi, diventa sostenitore però di quest'ultimo in occasione delle primarie del PD dell'anno seguente.
Alle elezioni amministrative del 2013 viene eletto al primo turno per un secondo mandato da primo cittadino di Imola, incarico da cui si dimetterà qualche mese prima della scadenza naturale in seguito alla sua candidatura alle elezioni politiche del 2018.
Dal 2016 al 2018 è stato vicesindaco della città metropolitana di Bologna, sotto Virginio Merola.

#### Senatore della Repubblica (dal 2018)
Alle elezioni politiche del 2018 viene candidato al Senato della Repubblica, dove viene eletto tra le liste del Partito Democratico nella circoscrizione Emilia-Romagna. Nella XVIII legislatura è membro della 5ª Commissione Bilancio e della Commissione parlamentare per le questioni regionali.
La sua elezione viene contestata dalla Giunta delle elezioni e delle immunità parlamentari del Senato, chiamata ad esprimersi in merito ad un eventuale pronunciamento di ineleggibilità sulla base del DPR 30 marzo 1957 n. 361, secondo il quale non possono essere eletti i sindaci che non abbiano rassegnato le dimissioni almeno 180 giorni prima della scadenza naturale della legislatura. Manca risulta dimessosi 77 giorni prima del termine della legislatura.
Alle elezioni politiche anticipate del 25 settembre 2022 viene ricandidato per il Senato nel collegio plurinominale Emilia-Romagna 02 in seconda posizione della lista Partito Democratico - Italia Democratica e Progressista ed è rieletto per un secondo mandato.